# Amphinemura macrotubifera
Amphinemura macrotubifera is een steenvlieg uit de familie beeksteenvliegen (Nemouridae). De wetenschappelijke naam van de soort is voor het eerst geldig gepubliceerd in 2007 door Du & Zhou.